# 1. DSC Hannover
Der 1. DSC Hannover (offiziell: 1. Deutscher Snooker Club Hannover e. V.) ist ein Snookerverein aus Hannover. Die erste Mannschaft des 1985 gegründeten Vereins spielte bis 2019 in der 1. Bundesliga und wurde 2015 Deutscher Meister. Seit der Saison 2019/20 spielt der 1. DSC Hannover in der 2. Bundesliga Snooker der Deutschen Billard-Union.

## Geschichte
Der 1. DSC Hannover wurde am 4. Januar 1985 als erster Snookerverein Deutschlands gegründet. 1999 stieg die erste Mannschaft erstmals in die 1. Bundesliga auf. Als Zehnter stieg sie jedoch sogleich wieder ab. 2002 folgte der erneute Aufstieg in die erste Liga. 2004 wurde die Mannschaft dort Dritter, im folgenden Jahr entging sie als Sechster jedoch nur knapp dem Abstieg. 2006 stieg der 1. DSC Hannover als Sechstplatzierter in die 2. Bundesliga ab. Als Meister der 2. Bundesliga 2007/08 gelang es dem Verein, wieder in die 1. Bundesliga zurückzukehren. Als Achter stieg man jedoch direkt wieder ab. Es folgte der direkte Wiederaufstieg und 2011 der dritte Platz in der 1. Bundesliga. 2012 stieg der Verein erneut aus der ersten Liga ab. Zwei Jahre später kam man in der zweiten Liga auf den ersten Platz und stieg erneut in die 1. Bundesliga auf. In der Saison 2014/15 wurde der 1. DSC Hannover Deutscher Meister. Ein Jahr später belegte man den vierten Platz.
Die zweite Mannschaft des DSC Hannover spielte in der Saison 1999/2000 in der 2. Bundesliga.

### Platzierungen seit 1999
| Saison    | Liga (Spielklasse)     | Platz |
| --------- | ---------------------- | ----- |
| 1999/2000 | 1. Bundesliga (1)      | 10    |
| 2000/01   | 2. Bundesliga Nord (2) | 2     |
| 2001/02   | 2. Bundesliga Nord (2) | 2     |
| 2002/03   | 1. Bundesliga (1)      | 4     |
| 2003/04   | 1. Bundesliga (1)      | 3     |
| 2004/05   | 1. Bundesliga (1)      | 6     |
| 2005/06   | 1. Bundesliga (1)      | 6     |
| 2006/07   | 2. Bundesliga Nord (2) | 5     |
| 2007/08   | 2. Bundesliga Nord (2) | 1     |
| 2008/09   | 1. Bundesliga (1)      | 8     |
| 2009/10   | 2. Bundesliga Nord (2) | 2     |
| 2010/11   | 1. Bundesliga (1)      | 3     |
| 2011/12   | 1. Bundesliga (1)      | 8     |
| 2012/13   | 2. Bundesliga Nord (2) | 4     |
| 2013/14   | 2. Bundesliga Nord (2) | 1     |
| 2014/15   | 1. Bundesliga (1)      | 1     |
| 2015/16   | 1. Bundesliga (1)      | 4     |
| 2016/17   | 1. Bundesliga (1)      | 3     |
| 2017/18   | 1. Bundesliga (1)      | 5     |
| 2018/19   | 1. Bundesliga (1)      | 8     |
| 2019/20   | 2. Bundesliga Nord (2) | 3     |